# Into That Good Night (ER)
Into That Good Night is de vijfde aflevering van het eerste seizoen van de televisieserie ER, die voor het eerst werd uitgezonden op 13 oktober 1994.

## Verhaal
Dr. Greene krijgt van zijn vrouw Jennifer te horen dat zij een baan kan krijgen in Milwaukee, dat is twee uur reizen vanaf Chicago en nu wil Jennifer dat hij daar een baan gaat zoeken.
Dr. Lewis en Dr. Greene behandelen Samuel Gasner, een man die wacht op een nieuw hart. Als hij niet snel een harttransplantatie van een donor krijgt zal hij de nacht niet overleven.
Carter is bang dat zijn minnares hem een souvenir heeft gegeven van hun seksuele activiteiten.
Dr. Ross behandelt een jong meisje met astma. Medicijnen kunnen haar verlichting geven maar haar moeder kan dit niet betalen.
Dr. Benton ziet weer een oude bekende, het is Ivan de winkeleigenaar die voor de derde keer is neergeschoten tijdens een overval...

## Rolverdeling

### Hoofdrol
- Anthony Edwards - Dr. Mark Greene
- Christine Harnos - Jennifer Greene
- Yvonne Zima - Rachel Greene
- George Clooney - Dr. Doug Ross
- Sherry Stringfield - Dr. Susan Lewis
- Eriq La Salle - Dr. Peter Benton
- John Terry - Dr. David 'Div' Cvetic
- Sam Anderson - Dr. Jack Kayson
- Scott Jaeck - Dr. Steven Flint
- Noah Wyle - John Carter
- Julianna Margulies - verpleegster Carol Hathaway
- Yvette Freeman - verpleegster Haleh Adams
- Ellen Crawford - verpleegster Lydia Wright
- Vanessa Marquez - verpleegster Wendy Goldman
- Abraham Benrubi - Jerry Markovic

### Gastrol
- Alan Rosenberg - Samuel Gasner
- Cathy Lind Hayes - Elaine Gasner
- Rachael Bella - Sarah Gasner
- Dawn-Lyen Gardner - Sandy Rochon
- Kimberly Scott - moeder van Sandy
- Liz Vassey - Liz
- Petra Porras - Perez
- Juney Smith - Lindner
- John LaMotta - Ivan Gregor
- Helen Brown - Mrs. Fadem
- Rick Marzan - Camacho
- Oscar Jordan - Cullen

en vele andere